# Asesinato de Ebony Simpson
Ebony Jane Simpson (Nueva Gales del Sur, 22 de diciembre de 1982 - Bargo, Nueva Gales del Sur; 19 de agosto de 1992) fue una niña australiana que fue secuestrada, violada y asesinada por Andrew Peter Garforth (nacido el 5 de agosto de 1963). En el momento de los hechos, la pequeña tenía nueve años. Garforth se declaró culpable de los crímenes y fue condenado a cadena perpetua sin posibilidad de libertad condicional.

## Secuestro y asesinato
El 19 de agosto de 1992, Simpson bajó del autobús escolar. Su madre, que normalmente la esperaba en la parada, estaba ocupada ese día y había quedado con el hermano mayor de Simpson para que se reuniera con ella y la acompañara a casa, después de que su autobús llegase. Desgraciadamente, su autobús llegó más tarde de lo habitual y Simpson no estaba allí. Al no ver a su hermano en la parada, Simpson decidió volver a casa andando, ya que estaba a poca distancia. Simpson pensó que se encontraría con su hermano en casa.
La policía sospechó inmediatamente que Simpson había sido secuestrada en lugar de haber huido. Las sospechas recayeron sobre un hombre que fue visto trabajando en su coche cerca de donde Simpson se había bajado del autobús. Más de cien personas empezaron a buscar a Simpson por la zona, entre policías, bomberos, miembros del Servicio Estatal de Emergencias y voluntarios.
Dos días después, el 21 de agosto, la policía encontró el cadáver de Simpson en una presa de una reserva natural cercana a su casa. Aún tenía las manos y los pies atados. Más tarde, ese mismo día, Andrew Peter Garforth, de 29 años, fue detenido y confesó el asesinato. Con su casa a la vista, Garforth había cogido a Simpson, la había metido en el maletero de su coche y había conducido hasta una presa remota. Una vez allí, la ató con alambre, la violó, le quitó la mochila escolar, la lastró metiéndole piedras y se la volvió a poner a la espalda, luego la arrojó al embalse de la presa, donde murió ahogada. Según la policía, Garforth había participado en la búsqueda de Simpson el día en que se encontró su cadáver.

## Arresto
Garforth confesó el crimen después de que la policía lo detuviera, sin mostrar ningún remordimiento por sus actos durante la confesión y las sesiones judiciales. Se declaró culpable del asesinato de Simpson y fue condenado en 1993 a cadena perpetua. El juez Peter Newman se negó a fijar un periodo de no libertad condicional y ordenó que en los papeles de Garforth figurara la inscripción "no salir nunca en libertad".
Garforth recurrió ante el Tribunal Superior de Australia, pero se le denegó el permiso especial. Es uno de los dos casos similares a los que se denegó el permiso especial. Al debatir el significado de "cadena perpetua" cuando Garforth recurrió su sentencia, los jueces afirmaron que "el interés de la comunidad en la retribución, la disuasión, la protección de los niños y de la comunidad en tales situaciones puede pesar tanto más que cualquier consideración por la rehabilitación que la cadena perpetua se convierte en la única opción".
En 1995, Garforth presentó a través de sus abogados varias demandas de indemnización a las víctimas por supuestas agresiones ocurridas en prisión. En 2015, por recomendación del Consejo de Revisión de Delincuentes Graves, se rebajó la categoría de Garforth como preso, lo que le permitió acceder a un empleo en prisión y a cursos de rehabilitación. La decisión del Consejo fue revocada inmediatamente por el ministro de Asuntos Penitenciarios, David Elliott.

## Hechos posteriores
Los padres de Simpson, Christine y Peter Simpson, se unieron a Grace y Garry Lynch, los padres de Anita Cobby, víctima de asesinato en 1986 en Nueva Gales del Sur, para crear el Grupo de Apoyo a las Víctimas de Homicidio. El grupo presta apoyo a las familias de las víctimas de homicidio y ejerce presión en favor de los derechos de las víctimas.
Tras las elecciones estatales de 1988, el gobierno de Nueva Gales del Sur introdujo legislación en 1989 y 1990 dirigida en general a la verdad en las sentencias. El caso de Garforth se citó a menudo como caso de prueba para la aplicación del principio de cadena perpetua y la clasificación de seguridad.